# 바바 세이야
바바 세이야(일본어: 馬場 晴也, 2001년 10월 24일 ~ )는 일본의 축구 선수이다.

## 구단 경력
2020년 J2리그의 도쿄 베르디에 입단하였다. 2023년 J1리그의 홋카이도 콘사돌레 삿포로로 이적했다.

## 국가대표팀 경력
그는 2017년 FIFA U-17 월드컵에 참가할 일본 U-17 국가대표팀에 발탁되었으며, 3경기에 출전했다.
2022년 AFC U-23 아시안컵, 2022년 아시안 게임에도 출전, 아시안 게임 은메달 획득에 기여했다.